# Élections générales sonsorolaises de 2004
Les élections générales sonsorolaises de 2004 se sont déroulées le 27 février 2016 à Sonsorol. Elles portaient sur l’élection du gouverneur, du lieutenant-gouverneur et des membres de la Législature de Sonsorol.

## Résultats

### Gouverneur et lieutenant-gouverneur
| Candidats aux fonctions de gouverneur            | Damien Albis      | Laura Ierago    |
| ------------------------------------------------ | ----------------- | --------------- |
| Nombre de voix obtenues                          | 71                | 54              |
| Candidats aux fonctions de lieutenant-gouverneur | William W. Carlos | Samuel M. Bemar |
| Nombre de voix obtenues                          | 81                | 44              |

### Membres de la Législature
| Circonscription générale     | Circonscription générale |
| Candidats                    | Nombres de voix          |
| ---------------------------- | ------------------------ |
| Emilio Nestor                | 89 (élu)                 |
| Quintina Nestor              | 75 (élue)                |
| Annie Tirso                  | 69                       |
| Circonscriptions municipales |                          |
| Dongosaro                    |                          |
| Agnes Isiwini                | 60 (élue)                |
| Lee Pedro                    | 54                       |
| Leo Pedro                    | 49                       |
| Donald Tirso                 | 28                       |
| Pulo Anna                    |                          |
| Lawrence Sumor               | 13 (élu)                 |
| Sumor Albis                  | 12                       |
| Fanna                        |                          |
| Loreta Kintoki               | 7 (élu)                  |
| Valentine Tirso              | 5                        |
| Merir                        |                          |
| Rinehart Tirso               | 8 (élu)                  |
| Pasquana Tirso               | 8                        |
| Ismael Bernardo              | 1                        |

## Sources